# Johann Wilhelm Krause
Johann Wilhelm Krause ( * 1764 - 1842), fue un botánico alemán.
- La abreviatura «Krause» se emplea para indicar a Johann Wilhelm Krause como autoridad en la descripción y clasificación científica de los vegetales.[1]

Se conservan 633 registros de sus identificaciones y nombramientos de nuevas especies.

## Obras
- 1835. Abbildungen und Beschreibung aller bis jetzt bekannten Getreidearten, mit Angabe ihrer Kultur und Nutzen. (Proyecciones y descripciones de todaes las especies de cereales conocidas, con indicación de su cultivo y de su perfil de uso.) Leipzig: Baumgartner, 1835.